# Masse de Prayssas
Pour les articles homonymes, voir Masse (homonymie).
La Masse de Prayssas est une rivière du Sud de la France et un affluent droit de la Garonne.

## Confusions éventuelles
Sur les cartes du Géoportail, plusieurs cours d'eau du département de Lot-et-Garonne portent le nom de « Masse ». Pour les différencier, le Sandre en a appelé trois en fonction d'une commune qu'ils arrosent :
- la Masse d'Agen, affluent de la Garonne[1],[2] ;
- la Masse de Prayssas, autre affluent de la Garonne[3],[4] ;
- la Masse de Pujol(s), affluent du Lot[5],[6].

Il existe également un ruisseau appelé la Masse, qui arrose Saint-Léon et se jette dans la Cave,.

## Géographie
La Masse de Prayssas prend sa source dans le département de Lot-et-Garonne près de Lacenne commune de Sembas de la confluence du ruisseau de Roséri et du ruisseau de Lacenne à 122 mètres d'altitude. Elle rejoint la Garonne en aval de Port-Sainte-Marie sur la commune de Clermont-Dessous. La rivière fait partie des vallées du quercy blanc, plus précisément dans les Serres d'Agenais. La longueur de son cours est de 25,9 km.
On remarquera également qu'elle porte le même nom que deux autres rivières très proches, respectivement les Masses d'Agen et de Pujols.

## Départements et principales communes traversés
- Lot-et-Garonne : Sembas, Laugnac, Prayssas, Clermont-Dessous.

## Principaux affluents
- le Roubillou : 5,7 km
- le Ruisseau de Lacenne : 2,9 km
- le Ruisseau de Gouzou : 2,3 km
- le Ruisseau de Buscasse : 2,5 km
- le Ruisseau de Toupinet : 2,3 km